# Српски демократски покрет обнове
Српски демократски покрет обнове (СДПО) је била монархистичко-конзервативна политичка странка у Србији.
Странка је основана 14. маја 2005. на Равној гори, после поделе у Српском покрету обнове (СПО), због неслагања једног дела чланства са руководством Вука Драшковића и његове супруге Данице Драшковић.  Том приликом су била најављена два скупа на Равној гори, један у суботу 14. маја, а други је био одржан сутрадан од стране скупа чланова СПО који су остали лојални Драшковићу. Од тринаест народних посланика СПО-а у Народној скупштини, деветоро њих је прешло у СДПО, док је четворо посланика остало лојално Драшковићу и СПО-у.

## Оснивање

### Почетак сукоба у СПО
Крајем 2004. године је избило прво таласање унутар СПО, када је настао сукоб између Вука и Данице Драшковић с једне стране, и свих савезних и републичких посланика са друге стране. У писму које је упућено руководству странке, између осталих министар трговине у Влади Србије Бојан Димитријевић, и потпредседници Верољуб Стевановић и Војислав Михаиловић су навели да је странка ненаменски потрошила 136 000 EUR добијених из државног буџета, док поједини одбори у унутрашњости немају ни за комуналије и телефонске рачуне. Такође су истакли и да су огорчени кадровском попуном око 500 места у републичким органима и управним одборима, која, како је пренео Курир, по рођачким и пријатељским принципима. Потписници писма су били љути на Драшковића и због начина на који се врши селекција предложених кандидата за посланике. Бојан Димитријевић је тврдио да је потписао писмо којим се "тражи демократизација странке, али се не оптужује и њен председник". Централа СПО је тада осудила поступак својих републичких посланика који су, како је саопштено, у јавности "изрицали неистине" на рачун њеног лидера Вука Драшковића. Према оцени струје у СПО која је лојална Драшковићу, побуњени посланици су заправо огорчени једногласним захтевом Главног одбора да у Скупштини Србије не буду обични статисти и чувари својих мандата. ГО је забранио посланицима да гласају за Закон о посланичким привилегијама, што је пресудно допринело писању писма новинама, а не органима СПО".
Члан председништва СПО Новица Радосављевић негирао је оптужбе у писму лидеру странке Вуку Драшковићу, које је уз потписе посланика СПО објављено у „Куриру“. Радосављевић је агенцији Бета у Прокупљу рекао да су тврдње у том писму срачунате на рушење угледа Драшковића и оптужио Државну безбедност за "подмукли атак" на СПО. Негирајући тачност навода из тог писма, Радосављевић је рекао да општински одбори у Србији нису угрожени, јер је њихово финансирање прецизно регулисано Статутом странке. Наводе да је Драшковић одговоран за ненамерно трошење 160.000 евра окарактерисао је као "подмуклу лаж". Даница Драшковић је оптужила премијера Србије Војислава Коштуницу и директора БИАе Радета Булатовића да стоје иза тог писма, и тужила је потписнике писма због клевете. Како се наводи у тадашњем саопштењу СПО, договорено је да се убудуће сва спорна питања морају покретати и решавати искључиво у органима странке. Седница Главног одбора, заказана за 26. децембар 2004., је отказана после договора Драшковића и посланика.

### Распад посланичког клуба и настанак СДПО
Предизборна коалиција СПО-НС је била под све већим међусобним тензијама, и временом је Драшковић одлучио да изађе из коалиције са Новом Србијом, и да позове све чланове СПО да подрже одлуку. Крагујевачки одбор предвођен градоначелником Верољубом Стевановићем се противио одлуци, и поново су започели стари сукоби унутар странке. Четири посланика СПО у званичном саопштењу изјавили да ће иступити из заједничког посланичког клуба како би "самостално заступали ставове СПО, и очекује се да ће и остали посланици СПО то исто учинити". Драшковић је, гостујући у "Кажипрсту" између осталог изјавио да су последње поделе у СПО „једна мала промаја која ће се завршити“. Он је додао да је сигуран да ће СПО формирати свој посланички клуб у скупштини Србије, како би могли самостално да заступају ставове СПО. Драшковић каже да је проблем са НС у томе што сталне консултације око онога што је приоритет за СПО отежавају посао. „Немамо потребе да се са било мим консултујемо око тога да нам што пре треба студија о изводљивости, улазак у партнерство за мир, решење статуса државне заједнице и покретање одлучне политика за Косово. На унутрашњем плану, то је демонтирање Милошевићевог наслеђа у службама безбедности и систему правосуђа“.
Уследиле су тешке међусобне увреде између побуњеног дела странке и њеног руководства, одбори су бирали стране, при чему су се за неформалне вође побуњеног дела издвојили потпредседник странке и градоначелник Крагујевца Верко Стевановић, и потпредседник странке Војислав Михаиловић.
У интервјуу за Вечерње новости, Стевановић је изјавио: "Не пада ми напамет да напуштам странку. Мене је изабрао Сабор, а не Вук и Даница. Ако ме Вук искључи, учиниће то мимо свих правила и закона. Никад нисам изрекао ниједну неистину и иза свега што сам рекао стојим. Уосталом, довешћу на Сабор 10.000 људи, па нека види кога они подржавају. Мене или њега". Оптужио је и Даницу Драшковић да се води непотизмом у кадровској политици, рекавши да има огроман утицај на Вука, и такође навео да: "Још док је СПО држао власт у Скупштини града Београда. На сва значајнија места Дана је тада запослила своје рођаке и пријатеље. А то покушава да учини и данас. О томе се раније ћутало. Међутим, више то не може тако. Коначно, о свему се мора јавно проговорити. СПО је био један од најмоћнијих партија у Србији. Имао је кадар на коме би му свако могао позавидети и велику гласачку подршку. Многи су у међувремену отишли из странке, схвативши шта брачни пар Драшковић ради. Да гледа само свој интерес и да има жељу да влада. Зато се и догодило да данас, међу посланицима других странака, имамо чак 117 бивших чланова СПО." Закључио је интервју са: "Вук је, истина, за мене још увек синоним СПО. али не заједно са Даницом Драшковић. Не дам да ми она шефује у Шумадији и у Крагујевцу. То не дозвољавам ни својој а камоли Вуковој жени."
Даница је изјавила да Стевановић ради за службу, а да је Михаиловићу издаја породична традиција. Главни одбор СПО је изјавио да "Због тога што нису испоштовали јасно и једногласно изражену вољу Главног одбора о формирању Посланичког клуба СПО, због најгрубљег кршења Програма и Статута Странке, ширења мржње и лажи у медијима, те рушења угледа Странке у јавности, ГО СПО захтева од посланика Војислава Михајловића, Верољуба Стевановића, Радослава Јовића, Радојла Буквића, Радована Теодоровића, Николе Јовановића и Богољуба Пејчића да врате посланичке мандате Главном одбору СПО који им је мандате и поверио. Враћени мандати биће додељени посланичким кандидатима СПО са најбољим изборним резултатима."
Војислав Михаиловић је у интервјуу за Јагодинску ТВ Палма Плус рекао да би ситуација у Српском покрету обнове била решена уколико председник странке Вук Драшковић поднесе оставку пре сабора странке 14. маја. Ситуацију са Драшковићем је коментарисао са: "Драшковић је на најгрубљи начин прекршио Статут СПО изазивајући раскол у странци и чак се определио за неке леве оријентације које немају везе са програмом СПО-а. И због свега тога било би морално да поднесе оставку на место председника." Михаиловић је истакао да посланици СПО, од којих је главни одбор те странке тражио да врате мандате, неће учествовати на сабору СПО.
"Нећемо учествовати на том сабору СПО, јер ће то бити још једна тужна прича, а ти органи који су организовали сабор и који ће на њему учествовати су фалсификовани и поткупљени. Странком се управља, како у финансијском, кадровском и програмском опредељењу, из измештеног центра моћи који контролише Вук Драшковић." Михаиловић је додао да Драшковић мора да зна да није он довео нас на посланичка места, већ смо ми довели њега на министарско место.
Временом је сазван Главни одбор странке, и на састанку који је трајао 4 сата, по речима "Политике" показало се да лидер странке Вук Драшковић  има свега четири лојална члана у републичком парламенту. Осталих осам посланика одбило је да потпише документ о образовању самосталног посланичког клуба, док Томислав Китановић није присуствовао седници, зато што га је из странке искључио Општински одбор СПО-а Прокупља, због непоштовања статута. Познаваоци прилика у СПО-у  су нагласили да су „побуњени” посланици, одбијањем да ставе свој потпис, „гласали” за своје искључење из странке. На крају су свој потпис на документ ставили Сања Чековић, Благица Костић, Милан Нинић и Станиша Стевановић. То је ипак недовољно да би СПО образовао засебан посланички клуб, за који му недостаје потпис бар још једног посланика.
Убрзо је побуњено крило предвођено Стевановићем и Михаиловићем, са још 7 посланика 14. маја на Равној Гори основало Српски демократски покрет обнове, и задржали су своје мандате, и остали су у посланичком клубу са Новом Србијом Велимира Илића. Том приликом је Стевановић изјавио: "Ако смо раније били јачи, не само да је храбро, већ је и паметно одважити се да започнемо изнова. Требало би да се вратимо себи и свом извору јер смо једина нада Србије, она права, она национална." Михаиловић је рекао: "Као што је ђенерал Михаиловић знао да је 1941. године препознао и савезнички и демократски, али и српски национални интерес, тако и ми из Равне Горе упућујемо позив свим српским родољубима да нам се придруже и да заједно са другим странкама исте оријентације подигну отаџбину и друге начине. уводимо је у круг проширене европске породице." У присуству присталица Нове Србије, Велимир Илић је нагласио да су се на Равној гори окупили они чланови СПО-а који су искључени из странке и који нису желели да слушају "бјелопољски лоби (Даница Драшковић)". Илић је најавио блиску сарадњу са СДПО, а наредних месеци очекује се и приступање, односно боља сарадња са странкама сличне политичке оријентације у Србији. Са оснивачког састанка је речено да је победила Равна гора.

## Сукоб Верољуба Стевановића и Војислава Михаиловића
СДПО није учествовао у српским парламентарним изборима 2008, због сукоба између два ко-председника Војислава Михаиловића и Верољуба Стевановића. Сукоб је настао због одлуке Стевановића да на локалним изборима у Крагујевцу уђе у коалицију са Г17+, без знања тадашњих страначких колега. Додао је и да ће о подршци Борису Тадићу на председничким изборима одлучити "у оквиру нове коалиције ...". Стевановић је за Новости рекао да је коалициони споразум који је потписао са лидером Г17+ Млађаном Динкићем, потписао искључиво у име локалне политичке организације „Заједно за Крагујевац“. На питање Новости, да ли мисли да је овим неочекиваним савезом „на своју руку“ изазвао раскол у СДПО-у, и изненадио партијске партнере, а самим тим и „народњачку“ коалицију, Верко је одговорио: "У СДПО је већ дуго пракса да постоји слобода у одлучивању на локалном нивоу, а не стриктни „централизам“, као некада у нашој бившој странци СПО." Сматрао је да не постоји претња цепањем СДПО-а јер је споразум са Г17+ потписала Коалиција „Заједно за Крагујевац“, у којој су и Шумадијска народна странка, Социјалдемократија и Лига за заштиту приватне својине. "Та коалиција има своја тела која су једногласно одлучила да потпишу споразум", казао је Стевановић, "Овај савез ће се проширити и на друге градове у којима је СДПО у коалицији." Та информација је доста изненадила другог копредседника СДПО, Војислава Михаиловића, који је рекао за Новости: "Још се нисам чуо са Верком. Изненадио нас је тим потезом све у странци. СДПО је у коалицији са ДСС и НС и ми ћемо тамо остати. Немам речи којима бих могао рационално објаснити Стевановићево престројавање без нашег знања. Он је копредседник странке. Слажем се да је све чудно."

## Гашење странке
Странка је угашена применом Закона о политичким странкама, почетком 2010. године. Министар за државну управу и локалну самоуправу у Влади Републике Србије Милан Марковић најавио је у интервјуу за тадашње издање дневног листа "Вечерње новости" да ће Закон о политичким странкама почети да се примењује од 23. јула 2009. и да ће трајати до 23. јануара 2010. Један од циљева закона је и сређивање бирачког списка, а и "Након истека тог рока - 23. јануара 2010. године знаћемо ко су политички субјекти у Србији иза којих стоје грађани, а које партије постоје само на папиру".